# Święty Jan Chrzciciel z atrybutami Bachusa
Święty Jan Chrzciciel z atrybutami Bachusa (również znany jako Święty Jan Chrzciciel na puszczy, Bachus) – obraz olejny nieustalonego autorstwa, namalowany około lat 1513–1516. Jest przypisywany m.in. Leonardowi da Vinci, Cesaremu da Sesto, Francesco Melziemu. Zakłada się również, że obraz namalował Leonardo da Vinci wraz ze swoimi uczniami. Dzieło znajduje się w Luwrze.

## Opis obrazu
Obraz przedstawia św. Jana Chrzciciela. Pejzaż w tle nie ma opisowej i symbolicznej głębi obrazów Leonarda. Na lewo od Jana znajduje się górzysty krajobraz, przez który płynie rzeka. Prawdopodobnie św. Jan był pierwotnie nagi. Obraz jest w złym stanie. Obraz ma wymiary 177 x 115 cm.
Leonardo da Vinci narysował czerwoną kredką studium przygotowawcze do tego obrazu. Postać świętego przypominała Giacoma Caprittego „Salaia”, asystenta i ucznia Leonarda. Rysunek został skradziony w 1973 roku, nie został odnaleziony.

## Historia
W spisie majątku Giacomo Caprottiego z 1525 roku dzieło opisano jako obraz przedstawiający św. Jana. Podobny opis znalazł się w katalogu kolekcji dzieł sztuki w rezydencji królewskiej w Fontainebleau z 1625 roku. Podczas inwentaryzacji zbiorów w Fontaiebleau w 1695 roku zastąpiono dotychczasowy tytuł nowym, Bachus na tle pejzażu. Prawdopodobnie w drugiej połowie XVII wieku domalowano na obrazie kilka nowych elementów (skórę lamparta lub pantery zarzuconą na biodro, wieniec z winnych liści, winogrona) oraz przerobiono krzyż na tyrs, dzięki którym obraz nie przedstawiał już św. Jana, a rzymskiego boga wina i zabawy Bachusa. W XIX wieku obraz zagruntowano bielą ołowiową.